# Blurred Lines (album)
Blurred Lines è il sesto album del cantante R&B Robin Thicke, che verrà pubblicato in tutto il mondo il 12 luglio 2013 attraverso Star Trak/Interscope Records. L'album verrà pubblicato negli Stati Uniti il 30 luglio 2013.
L'album è stato anticipato dall'omonimo singolo, pubblicato nel marzo 2013, che ha raggiunto la posizione numero 1 di molti paesi del mondo, tra cui Australia, Canada, Nuova Zelanda, Germania e Stati Uniti. Successivamente vengono estratti i singoli For the Rest of My Life e Give It 2 U, quest'ultimo con la collaborazione di Kendrick Lamar.

## Tracce
Edizione standard
1. Blurred Lines (feat. T.I. & Pharrell) – 4:23
2. Take It Easy on Me – 3:47
3. Ooo La La – 4:38
4. Ain't No Hat 4 That – 3:20
5. Get in My Way – 3:11
6. Give It 2 U (feat. Kendrick Lamar) – 3:49
7. Feel Good – 3:28
8. Go Stupid 4 U – 4:29
9. For the Rest of My Life – 4:56
10. Top of the World – 3:22
11. The Good Life – 3:13

Durata totale: 42:36
Deluxe edition bonus tracks
1. Pressure – 3:46
2. Put Your Lovin on Me – 3:51
3. Give It 2 U (feat. Kendrick Lamar & 2 Chainz) – 4:17

Target deluxe edition bonus tracks
1. Blurred Lines (feat. T.I. & Pharrell) – (Bee's Knees Remix)
2. The Rest of My Life – (Twice as Nice Remix)